# Patinaj viteză la Jocurile Olimpice de iarnă din 2022 - Urmărire echipe (feminin)
Proba de patinaj viteză urmărire pe echipe feminin de la Jocurile Olimpice de iarnă din 2022 de la Beijing, China a avut loc în perioada 12-15 februarie 2022 la Arena națională de patinaj viteză.

## Program
Orele sunt orele Chinei (ora României + 6 ore).
| Dată         | Ora         | Rundă              |
| ------------ | ----------- | ------------------ |
| 12 februarie | 16:00–16:23 | Sferturi de finală |
| 15 februarie | 14:30–14:42 | Semifinale         |
| 15 februarie | 15:24–16:34 | Finale             |

## Rezultate

### Sferturi de finală
Sferturile de finală au avut loc la 12 februarie.
| Loc | Serie | SP | Țară                                                                     | Timp    | Diferență | Note             |
| --- | ----- | -- | ------------------------------------------------------------------------ | ------- | --------- | ---------------- |
| 1   | 1     | C  | Japonia · Ayano Sato · Miho Takagi · Nana Takagi                         | 2:53,61 |           | RO, Semifinala 1 |
| 2   | 3     | F  | Canada · Ivanie Blondin · Valérie Maltais · Isabelle Weidemann           | 2:53,97 | +0,36     | Semifinala 2     |
| 3   | 2     | F  | Olanda · Antoinette de Jong · Irene Schouten · Ireen Wüst                | 2:57,26 | +3,65     | Semifinala 2     |
| 4   | 4     | F  | COR Elizaveta Golubeva Evgeniia Lalenkova Natalya Voronina               | 2:57,66 | +4,05     | Semifinala 1     |
| 5   | 1     | F  | China · Ahenaer Adake · Han Mei · Li Qishi                               | 3:00,58 | +6,97     | Finala C         |
| 6   | 2     | C  | Norvegia · Marit Fjellanger Bøhm · Sofie Karoline Haugen · Ragne Wiklund | 3:01,84 | +8,23     | Finala C         |
| 7   | 4     | C  | Polonia · Karolina Bosiek · Natalia Czerwonka · Magdalena Czyszczoń      | 3:01,92 | +8,31     | Finala D         |
| 8   | 3     | C  | Belarus · Ekaterina Sloeva · Yauheniya Varabyova · Maryna Zuyeva         | 3:02,00 | +8,39     | Finala D         |

### Semifinale
Semifinalele au avut loc pe 15 februarie.
| Loc          | SP | Țară                                                           | Timp    | Diferență | Note     |
| ------------ | -- | -------------------------------------------------------------- | ------- | --------- | -------- |
| Semifinala 1 |    |                                                                |         |           |          |
| 1            | F  | Japonia · Ayano Sato · Miho Takagi · Nana Takagi               | 2:58,93 | –         | Finala A |
| 2            | C  | COR Elizaveta Golubeva Evgeniia Lalenkova Natalya Voronina     | 3:05,92 | +6,99     | Finala B |
| Semifinala 2 |    |                                                                |         |           |          |
| 1            | F  | Canada · Ivanie Blondin · Valérie Maltais · Isabelle Weidemann | 2:54,96 | –         | Finala A |
| 2            | C  | Olanda · Antoinette de Jong · Irene Schouten · Ireen Wüst      | 2:55,94 | +0,98     | Finala B |

### Finale
Rezultate oficiale.
| Loc      | SP | Țară                                                                     | Timp    | Diferență | Note        |
| -------- | -- | ------------------------------------------------------------------------ | ------- | --------- | ----------- |
| Finala A |    |                                                                          |         |           |             |
| 1        | C  | Canada · Ivanie Blondin · Valérie Maltais · Isabelle Weidemann           | 2:53,44 | –         | Format:OlyR |
| 2        | F  | Japonia · Ayano Sato · Miho Takagi · Nana Takagi                         | 3:04,47 | +11,03    |             |
| Finala B |    |                                                                          |         |           |             |
| 3        | F  | Olanda · Marijke Groenewoud · Irene Schouten · Ireen Wüst                | 2:56,86 | –         |             |
| 4        | C  | COR Elizaveta Golubeva Evgeniia Lalenkova Natalya Voronina               | 2:58,66 | +1,80     |             |
| Finala C |    |                                                                          |         |           |             |
| 5        | F  | China · Ahenaer Adake · Han Mei · Li Qishi                               | 2:58,33 | –         |             |
| 6        | C  | Norvegia · Marit Fjellanger Bøhm · Sofie Karoline Haugen · Ragne Wiklund | 3:02,15 | +3,82     |             |
| Finala D |    |                                                                          |         |           |             |
| 7        | C  | Belarus · Ekaterina Sloeva · Yauheniya Varabyova · Maryna Zuyeva         | 3:01,19 | –         |             |
| 8        | F  | Polonia · Karolina Bosiek · Natalia Czerwonka · Magdalena Czyszczoń      | 3:03,19 | +2,00     |             |